# خانه باز (فیلم ۲۰۱۰)
خانه باز (به انگلیسی: Open House) فیلمی محصول سال ۲۰۱۰ و به کارگردانی اندرو پاکوین است. در این فیلم بازیگرانی همچون برایان گراتی، ریچل بلانچارد، تریشا هلفر، استیون مویر و آنا پاکوین ایفای نقش کرده‌اند.